# Zavod Kersnikova
Zavod Kersnikova je neprofitna kulturna organizacija, ki se nahaja na Likozarjevi 1 v Ljubljani. Združuje štiri institucije na polju kulture, umetnosti in raziskovalnega učenja: diskoteko Klub K4, umetniško platformo za sodobno raziskovalno umetnost Galerijo Kapelica, hekerspejs Rampa ter laboratorij BioTehna za umetniško raziskovanje živih sistemov.